# Mario Draghi
Mario Draghi (Roma, 3 settembre 1947) è un economista, dirigente pubblico, banchiere e politico italiano, presidente del Consiglio dei ministri della Repubblica Italiana dal 13 febbraio 2021 al 22 ottobre 2022.
Formatosi all'Università di Roma "La Sapienza", ha conseguito il Ph.D. in Scienze economiche presso il Massachusetts Institute of Technology; in seguito, dal 1981 al 1991 è stato professore di economia all'Università di Firenze. Durante gli anni novanta è stato direttore generale del Ministero del tesoro. È stato vicepresidente di Goldman Sachs per l'Europa dal 2002 al 2005, successivamente, sempre nel 2005 viene nominato governatore della Banca d'Italia, divenendo così membro (e successivamente presidente) del Forum per la stabilità finanziaria (consiglio per la stabilità finanziaria dal 2009) e del consiglio direttivo e del consiglio generale della Banca centrale europea, nonché membro del consiglio di amministrazione della Banca dei regolamenti internazionali. È stato direttore esecutivo per l'Italia della Banca Mondiale e nella Asian Development Bank. Fa parte del "Gruppo dei Trenta".
Dal 2011 al 2019 ha ricoperto la carica di presidente della Banca centrale europea, trovandosi a guidare la BCE durante la crisi del debito sovrano europeo: in tale ambito è diventata nota la sua frase «Whatever it takes» ("costi quel che costi" in inglese), pronunciata nel 2012, per indicare che sotto il suo mandato la BCE avrebbe fatto «tutto il necessario» per preservare l'euro. Tale politica si è concretizzata nell'adozione di tassi d'interesse bassi o negativi e, superata la crisi dell'euro, anche nell'utilizzo del quantitative easing per agevolare la ripresa dell'Eurozona.
Il 3 febbraio 2021 il presidente della Repubblica Sergio Mattarella gli ha conferito l'incarico, accettato con riserva, di formare un nuovo esecutivo, in seguito alle dimissioni del governo Conte II. Il successivo 13 febbraio ha prestato giuramento assieme ai suoi ministri, dando così inizio al governo Draghi. L'esecutivo ha dovuto principalmente affrontare la crisi sanitaria ed economica legata alla pandemia di COVID-19 prima e la crisi internazionale innescata dall'invasione russa dell'Ucraina poi. Nel luglio 2022 una crisi di governo ha portato alle dimissioni di Draghi, accolte dal presidente della Repubblica il 21 luglio. Il governo è rimasto in carica per il solo disbrigo degli affari correnti fino al 22 ottobre, giorno in cui ha prestato giuramento il governo Meloni.

## Biografia

### Infanzia, educazione e carriera accademica
Nato a Roma nel 1947, il padre Carlo (1895-1962), padovano, entra in Banca d'Italia, per poi passare prima all'IRI di Donato Menichella e infine alla Banca Nazionale del Lavoro. La madre, Gilda Mancini (1906-1966), è una farmacista originaria di Monteverde (Avellino), figlia di Alfredo Mancini e Candida Rollo. Mario è il primo di tre fratelli: Andreina (1950) è storica dell'arte, mentre Marcello (1953) è imprenditore.
All'età di quindici anni, Draghi perde il padre; all'età di diciannove, rimane orfano anche della madre. A prendersi cura di lui e dei fratelli sarà una sorella del padre. La sorella Andreina studierà al Liceo Tasso di Roma, mentre Mario e il fratello minore frequenteranno dalle elementari al liceo classico l'Istituto Massimiliano Massimo di Roma, retto dai gesuiti. Mario ha avuto per un anno come compagno di classe Giancarlo Magalli, negli stessi anni nella stessa scuola studiavano Luigi Abete, Gianni De Gennaro e Luca Cordero di Montezemolo.
Nel 1970 si laurea in economia all'Università di Roma "La Sapienza", con relatore Federico Caffè, con una tesi su "Integrazione economica e variazione dei tassi di cambio" molto critica sul piano di Pierre Werner, in cui sosteneva che, all'epoca (1970), non sussistessero le condizioni per un progetto di una moneta unica europea.
Nel 1971 entra al Massachusetts Institute of Technology, su segnalazione di Franco Modigliani, e ha come professore, fra gli altri, Stanley Fischer, futuro governatore della Banca d'Israele. Nel 1977 consegue il dottorato di ricerca con la tesi intitolata "Essays on Economic Theory and Applications", sotto la supervisione dello stesso Modigliani e di Robert Solow.
Dal 1975 al 1978, è professore incaricato prima di politica economica e finanziaria all'Università di Trento, poi di Macroeconomia a Padova e di Economia matematica alla Ca' Foscari di Venezia, quindi di Economia e Politica monetaria e di Economia internazionale alla Facoltà di Scienze Politiche Cesare Alfieri dell'Università di Firenze ove, dal 1981 al 1991, è professore ordinario di Economia e politica monetaria. Mario Draghi è membro, dal 1998, del Board of Trustees dell'Institute for Advanced Study (Università di Princeton) e, dal 2003, della Brookings Institution. È stato visiting fellow all'Institute of Politics della John F. Kennedy School of Government (Università di Harvard) nel 2001.

### Primi incarichi e Direzione generale del Tesoro
Nel 1982 Draghi divenne consigliere di Giovanni Goria, ministro del Tesoro nel quinto governo Fanfani, su suggerimento del suo predecessore Beniamino Andreatta. Mentre dal 1984 al 1990 è stato direttore esecutivo della Banca Mondiale.
Nel 1991 divenne direttore generale del Ministero del tesoro, dov'era stato chiamato da Guido Carli, ministro del Tesoro nei governi Andreotti VI e VII, su suggerimento del governatore della Banca d'Italia Carlo Azeglio Ciampi. Mantenne questo ruolo per un decennio, venendo confermato da tutti i governi avvicendatisi fino al 2001: Amato I, Ciampi, Berlusconi I, Dini, Prodi I, D'Alema I e II, Amato II e Berlusconi II. Durante la sua permanenza come direttore generale del Tesoro, Draghi fu tra i principali promotori della privatizzazione di diverse società fino ad allora partecipate in varia misura dallo Stato italiano, come l'IRI, Telecom, Eni, Enel, Comit, Credit e altre.
Nel 1992, Draghi presentò le linee guida delle privatizzazioni tenendo un discorso a numerosi rappresentanti della comunità finanziaria internazionale, radunati per un evento privato a bordo della HMY Britannia, panfilo della famiglia reale britannica. L'intervento, da alcuni giudicato inopportuno, produsse polemiche e fu oggetto di interrogazioni parlamentari.
Il giudizio sulla campagna di privatizzazioni, attuata in ossequio alle teorie economiche maggiormente in auge agli inizi degli anni '90 oltreché ai nuovi vincoli richiesti ai propri Stati membri dalla nascente Unione europea, non è univoco. Secondo alcune stime, lo Stato italiano ne avrebbe ricavato all'incirca 182.000 miliardi di lire, riuscendo a portare il rapporto debito pubblico/PIL dal 125% del 1991 al 115% del 2001. Nel 2008, il Presidente emerito della Repubblica Francesco Cossiga espresse un parere molto negativo definendolo: "un vile, un vile affarista non si può nominare presidente del Consiglio dei Ministri chi è stato socio della Goldman & Sachs, grande banca d’affari americana." a causa del ruolo svolto da Draghi nel processo delle privatizzazioni dopo la fine del governo Prodi II.
Altre attività

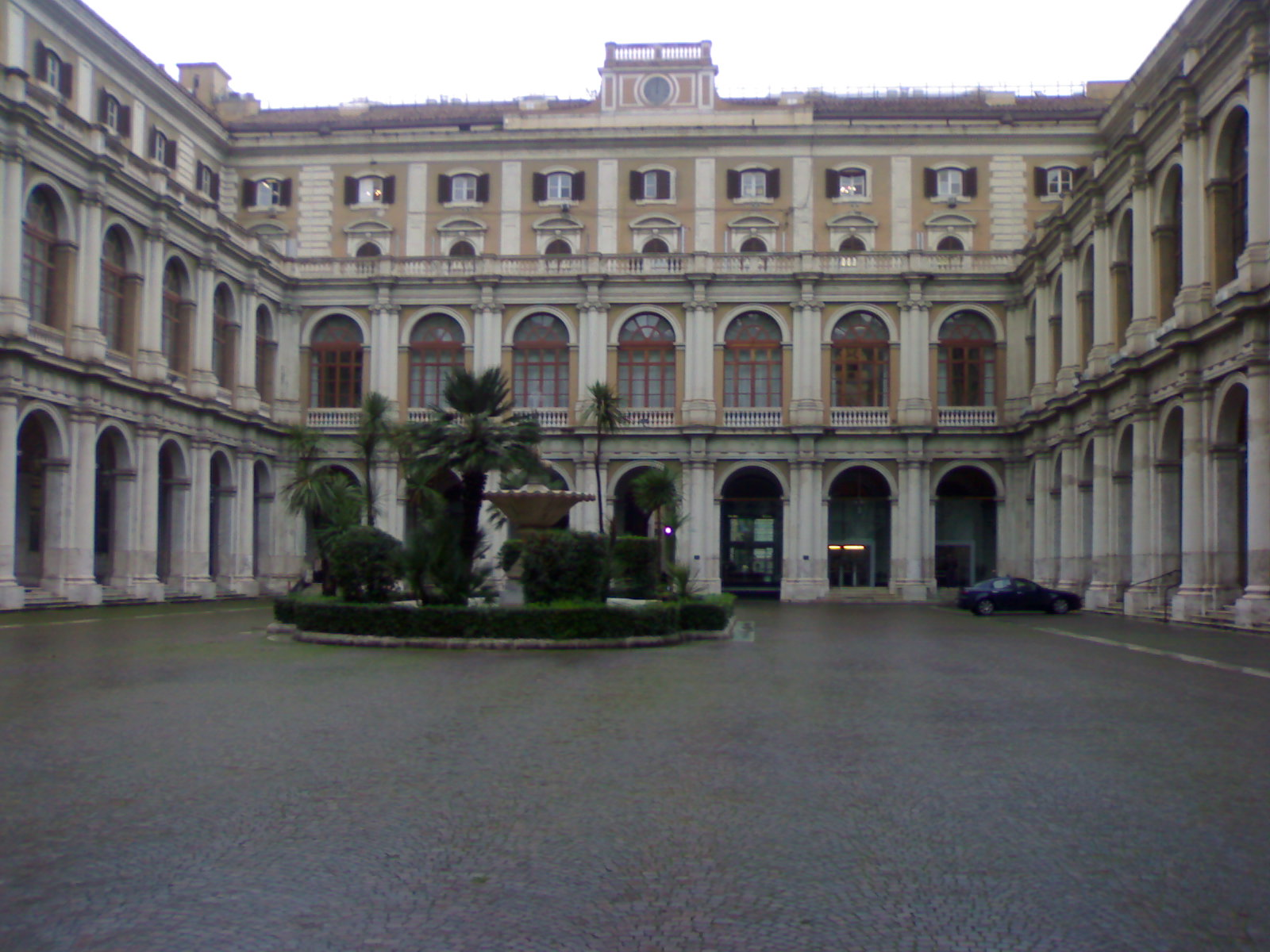
Il cortile interno del Palazzo delle Finanze, storica sede del Tesoro

Si occupò anche della liquidazione coatta amministrativa dell'EFIM e delle sue controllate, ente che aveva raggiunto livelli insostenibili di crisi e indebitamento.
Nel 1991, presiedette il comitato di gestione della SACE, avviando la riforma dell'ente e gestendo la sua transizione dopo una fase caratterizzata da indagini e arresti relativi a 'finanziamenti facili', nel corso delle inchieste legate a Mani pulite. Tornò a presiedere la SACE tra il 1998 e il 2001, supervisionandone la trasformazione in ente pubblico economico e poi in società per azioni.
Fu inoltre alla guida della commissione governativa che scrisse la nuova normativa in materia di mercati e finanza, il Testo unico della finanza (TUF - Decreto legislativo 24 febbraio 1998, n. 58), per questa ragione comunemente chiamata Legge Draghi.

### Goldman Sachs
Il 28 gennaio 2002 Draghi venne nominato vicepresidente e amministratore delegato di Goldman Sachs per guidare le strategie europee dell'istituto dalla sede di Londra; dal 2004 al 2005 è stato membro del Comitato esecutivo del gruppo.
Anni dopo, quando nel 2011 iniziò a circolare il nome di Draghi come possibile presidente della Banca centrale europea, la sua candidatura fu messa in discussione proprio a causa del periodo trascorso in Goldman Sachs. In particolare, a Draghi veniva rimproverato il coinvolgimento nella vendita di derivati alla Grecia, che le avrebbero permesso di entrare nell'eurozona attraverso l'uso di derivati finanziari e artifici contabili. La vendita, tuttavia, era stata perfezionata nel 2001, dunque prima che Draghi fosse assunto dalla banca d'affari statunitense. Lo stesso Draghi dichiarò di non essere al corrente della vicenda e che quel tipo di accordo non rientrava comunque nelle sue responsabilità.

### Governatore della Banca d'Italia

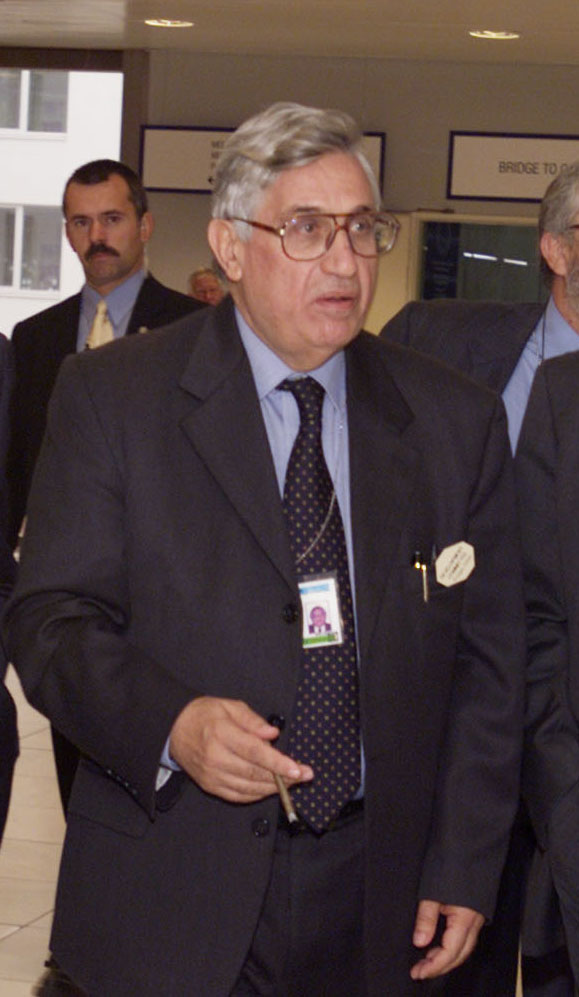
Antonio Fazio, predecessore di Draghi, costretto alle dimissioni per il coinvolgimento nello scandalo di Bancopoli

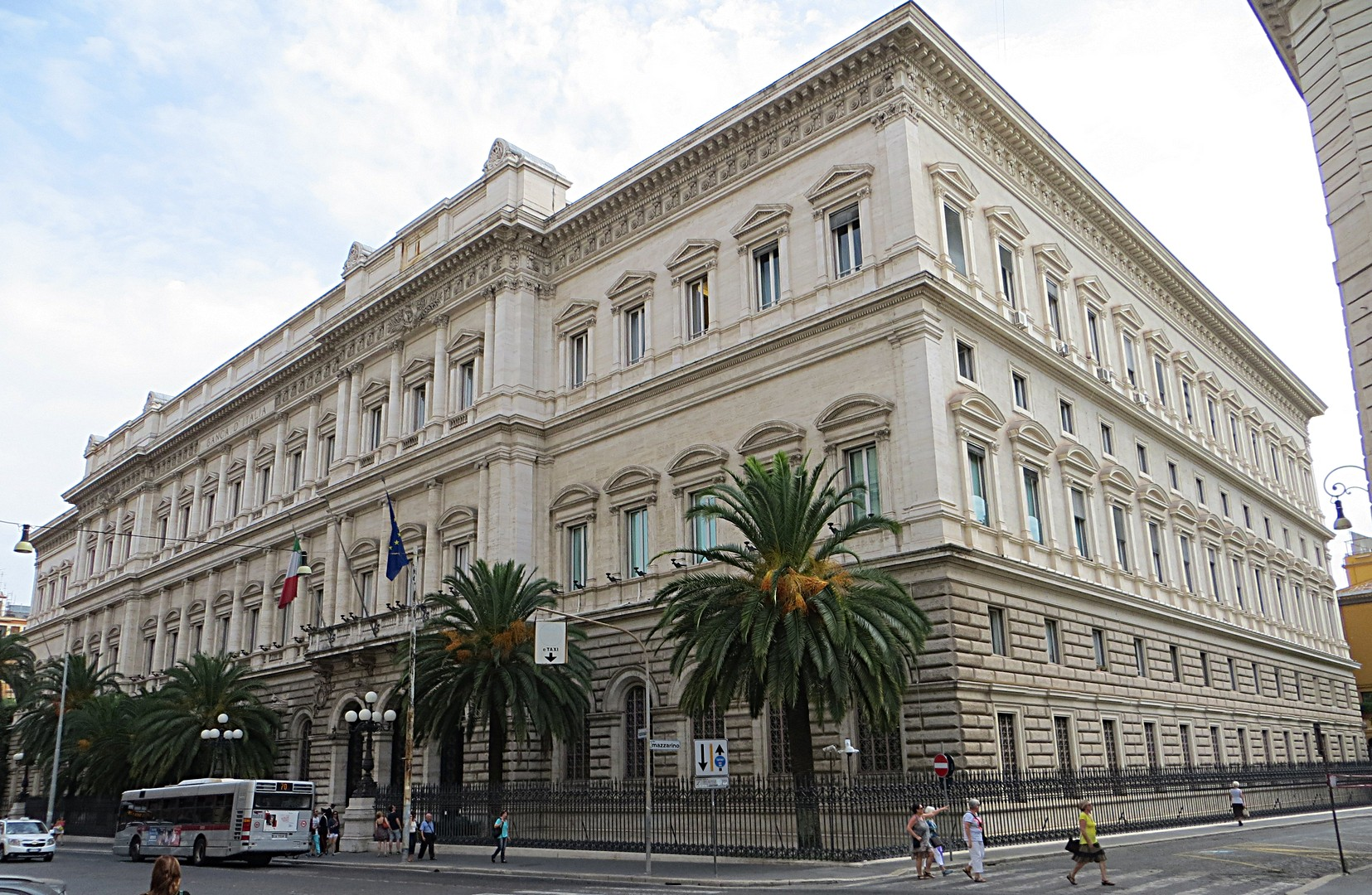
Palazzo Koch, sede centrale della Banca d'Italia in via Nazionale a Roma

Il 29 dicembre 2005 Draghi venne designato dal Consiglio dei ministri (costituito dal governo Berlusconi III) come governatore della Banca d'Italia, in sostituzione di Antonio Fazio, costretto alle dimissioni in seguito allo scandalo di Bancopoli: fu a seguito di questa vicenda che la carica, prima senza limite di mandato, assunse un termine di 6 anni, rinnovabile una sola volta.
Dopo la nomina, Draghi vendette le sue azioni Goldman Sachs e ne affidò il ricavato a un blind trust, un fondo di cui non controlla la gestione. Ha fatto confluire gli immobili di proprietà della famiglia nella società senza fini di lucro Serena, costituita il 17 novembre 2007, di cui è socio amministratore assieme alla moglie e le cui quote sono equamente suddivise, ma in nuda proprietà, tra i due figli.
Draghi s'insediò come governatore il 16 gennaio 2006, e rese subito chiara la discontinuità con il suo predecessore: in un discorso dichiarò che non sarebbe mai intervenuto per influenzare operazioni di mercato, neanche laddove la legge gliene conferisse facoltà. Contemporaneamente invitò il sistema bancario italiano a fusioni e aggregazioni, per scongiurare che gli istituti creditizi, tradizionalmente numerosi ma di piccole dimensioni, venissero acquisiti da banche estere. Rinunciò all'assenso preventivo e vincolante della Banca d'Italia per le acquisizioni bancarie e rese possibili fusioni di rilievo storico. Contemporaneamente, si impegnò in due direzioni per la revisione delle regole sui rapporti tra banche e imprese: promosse l'innalzamento dei limiti sia per le partecipazioni in gruppi industriali da parte delle banche, sia per le partecipazioni nelle banche da parte di soggetti non finanziari.
Nei primi diciotto mesi di mandato ebbero luogo fusioni eccellenti: UniCredit con Capitalia, Intesa con Sanpaolo IMI, Banca Popolare di Verona e Novara con il gruppo Banca Popolare di Lodi, Banche Popolari Unite con Banca Lombarda. Sul fronte interno, fu alle prese con un difficile piano di riassetto della Banca d'Italia.
Alla fine di ogni anno il governatore presentava le sue considerazioni finali, in cui auspicava:
- riduzione delle tasse, riduzione del debito pubblico, taglio delle spese correnti, aumento degli investimenti, riforma della previdenza (2007);[40]
- freno all'inflazione, riforma del mercato del lavoro, riforma del risparmio gestito, abolizione del massimo scoperto (2008);[41]
- sostegno ai redditi e agli ammortizzatori sociali, innalzamento dell'età pensionabile, sostegno alle imprese da parte delle banche (2009).[42]

Ha esortato inoltre al dovere di modernizzare la scuola, specialmente nelle 23 considerazioni del 2007. Nel discorso del 2008 mise in evidenza lo scarto produttivo intercorrente tra il Mezzogiorno e l'Italia settentrionale; sempre in quell'anno, criticò la manovra finanziaria presentata dal neo-insediato governo Berlusconi IV, entrando così in polemica con il Ministro dell'economia e delle finanze Giulio Tremonti.

### Consiglio per la stabilità finanziaria

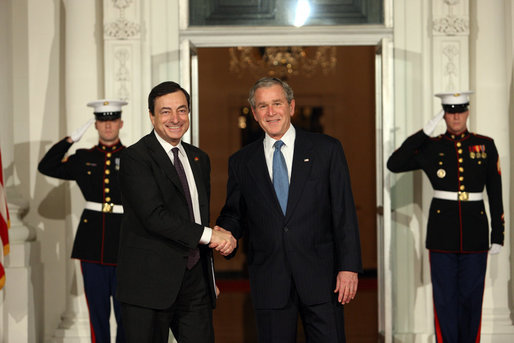
Draghi, governatore della Banca d'Italia, col Presidente degli Stati Uniti d'America George W. Bush nel 2008

Da aprile 2006 al 2011 è stato presidente del Forum per la stabilità finanziaria (dal 2009 Consiglio per la stabilità finanziaria), succedendo allo statunitense Roger W. Ferguson, Vice Chairman of the Board of Governors of the Federal Reserve System.
Come presidente del Forum per la stabilità finanziaria, preparò un rapporto sulle cause delle turbolenze che investirono i mercati mondiali in seguito alla crisi dei subprime statunitensi, indicando anche i rimedi. Nell'aprile 2008 presentò al G7 a Washington il suo piano per migliorare la trasparenza dei mercati finanziari mondiali.

### Presidente della Banca centrale europea

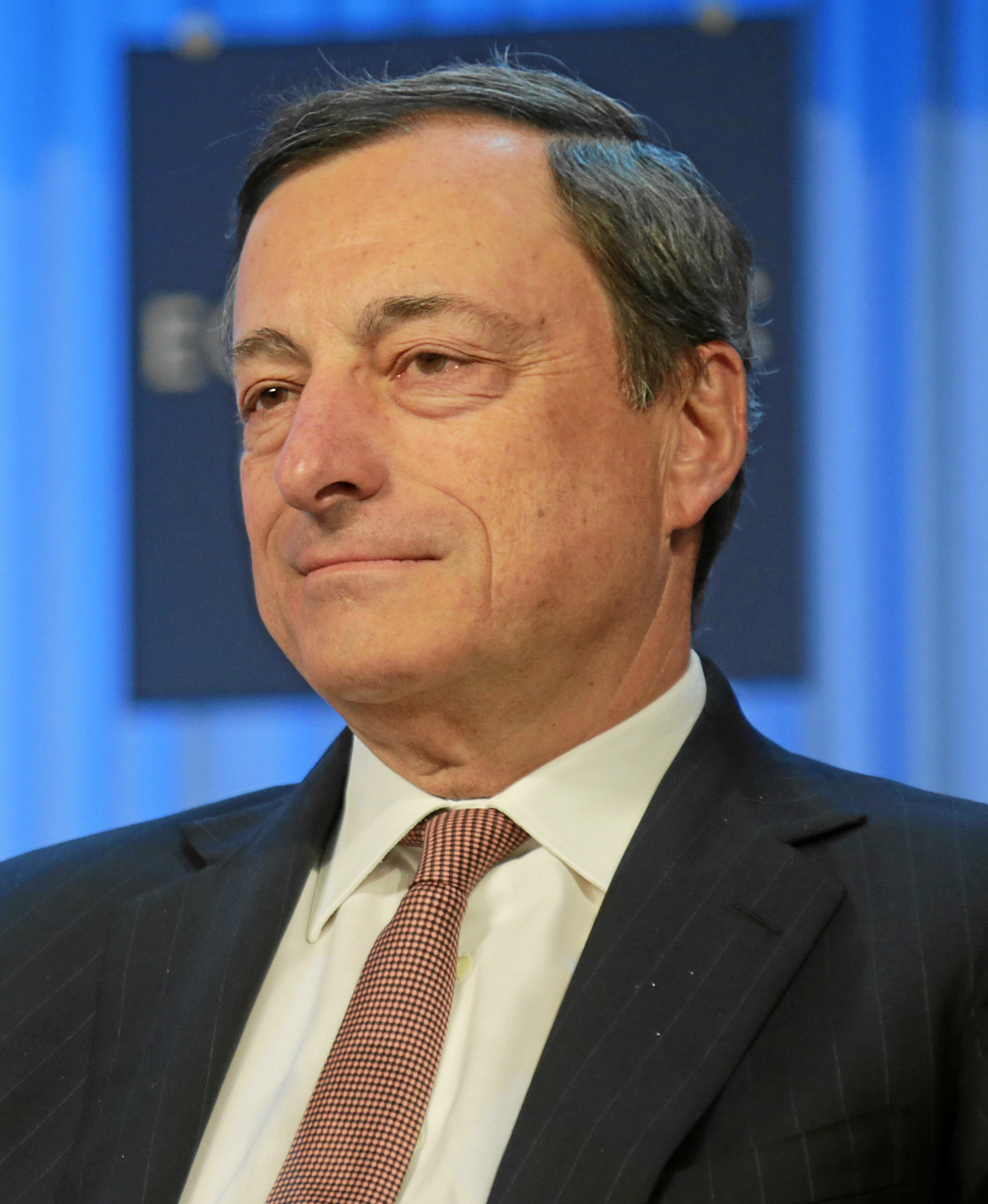
Draghi al Forum economico mondiale nel 2013

Draghi era stato menzionato per anni come possibile successore di Jean-Claude Trichet, il cui mandato di presidente della Banca centrale europea sarebbe scaduto nell'ottobre 2011. Il 13 febbraio 2011, Wolfgang Münchau, editore associato del Financial Times, ha approvato Draghi come il miglior candidato per la posizione. Pochi giorni dopo, The Economist scriveva che «il prossimo presidente della seconda banca centrale più importante del mondo dovrebbe essere Mario Draghi». Draghi ha successivamente ottenuto il sostegno del presidente del Consiglio Silvio Berlusconi per la posizione, che ha espresso il desiderio di vedere un italiano assumere un ruolo preminente di politica economica all'interno dell'Unione europea.
Il 16 maggio 2011, l'Eurogruppo ufficializzò la candidatura di Draghi alla presidenza della Banca centrale europea. Il vertice di Bruxelles del 16 maggio trovò l'accordo fra i ministri dell'eurozona riguardo alla candidatura, mentre la nomina definitiva avvenne dopo la decisione dei leader al vertice UE del 24 giugno. In tale data dunque Draghi è stato scelto come prossimo presidente della Banca centrale europea, entrando in carica il successivo 1º novembre e succedendo a Trichet. Il suo posto come governatore della Banca d'Italia, dopo una complessa scelta da parte del governo Berlusconi IV, è stato preso dal vice-direttore generale della Banca d'Italia Ignazio Visco il 20 ottobre.
A un mese dal suo insediamento, nell'intervento davanti all'Europarlamento ha chiesto ai Paesi dell'UE di recuperare in affidabilità, dichiarando che serve un segnale forte per i mercati, anche "un cambiamento dei trattati non va escluso" per andare verso una politica di bilancio omogenea.
Il 5 agosto 2011, poco prima del suo insediamento, ha scritto, insieme col presidente uscente della BCE, Jean-Claude Trichet, una lettera al governo italiano, sollecitando una serie di misure economiche che l'Italia avrebbe dovuto al più presto attuare.
A marzo 2012 è stata avviata una tornata più ampia di prestiti della BCE alle banche dell'Unione Europea, questa volta denominata operazione di rifinanziamento a lungo termine (LTRO). Un commentatore, Matthew Lynn, ha visto l'iniezione di fondi da parte della BCE, insieme all'allentamento quantitativo della Federal Reserve statunitense e della Banca d'Inghilterra, alimentare l'aumento dei prezzi del petrolio nel 2011 e nel 2012.
Il 26 luglio 2012, da pochi mesi alla guida della Banca centrale europea (BCE) e nel bel mezzo dei rinnovati timori sull'eurozona, in un intervento a Londra, annunciò in lingua inglese che:
Questa affermazione è stata ampiamente riportata in tutta l'UE e nei mercati finanziari mondiali e inizialmente ha portato a un costante calo dei rendimenti obbligazionari (costi di prestito) per i paesi della zona euro, in particolare Spagna, Italia e Francia. Alla luce di quello che era stato un lento progresso politico per risolvere la crisi dell'eurozona, la dichiarazione di Draghi è stata vista successivamente come il principale punto di svolta nelle fortune della zona euro, con numerosi politici e commentatori che l'hanno descritta come essenziale per il proseguimento della valuta euro.
Il 31 dicembre 2012 è stato nominato uomo dell'anno dai quotidiani inglesi Financial Times e The Times, per aver ben gestito la crisi del debito sovrano europeo in un momento molto delicato come l'estate di quell'anno quando la crisi finanziaria stava per contagiare grandi economie, come la spagnola e l'italiana.
Il 22 gennaio 2015 il presidente Mario Draghi ha avviato l'atteso Quantitative easing, con cui la Banca centrale europea ha acquistato titoli di Stato dei Paesi dell'Eurozona per 60 miliardi di euro fino al settembre 2016.
Nel 2018, secondo la rivista Forbes, è considerato la 18º persona più potente del mondo.

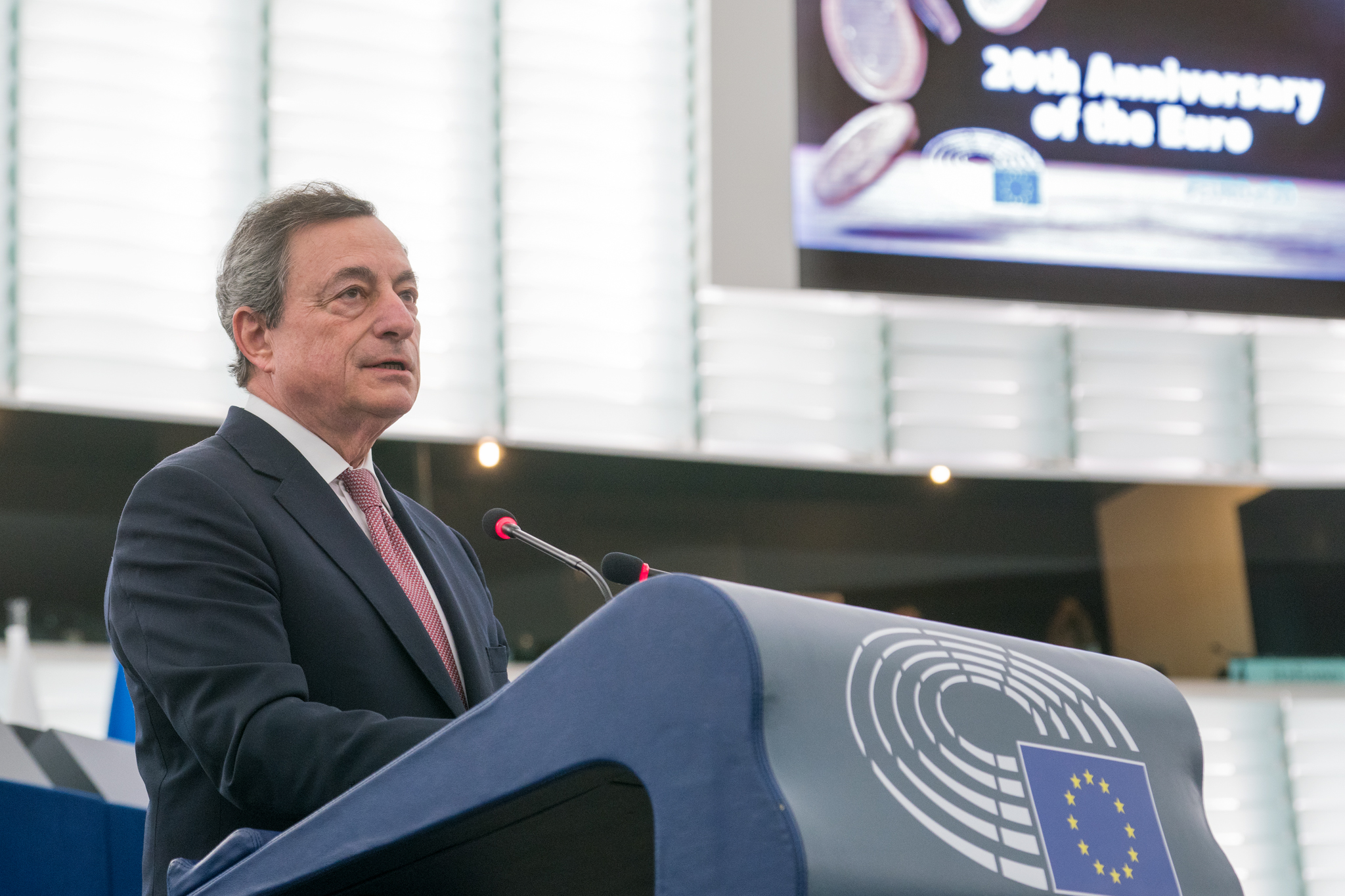
Mario Draghi al Parlamento europeo nel 2019

Il 31 ottobre 2019, con il tradizionale rito di passaggio di consegne al suo successore, la direttrice operativa del Fondo monetario internazionale Christine Lagarde, termina ufficialmente il suo mandato di presidente della BCE.

### Dopo la BCE
A marzo 2020, dopo il propagarsi della pandemia di COVID-19 anche all'Occidente, Draghi ha firmato un intervento sul Financial Times in cui ha paragonato gli effetti prodotti dal COVID-19 sui sistemi economici globali a quelli di una guerra e ha avanzato le sue proposte per tutelare l'occupazione dalle conseguenze economiche della pandemia, prospettando interventi statali e un aumento del debito pubblico, reso possibile dai bassi tassi d'interesse. L’8 aprile 2020 è scoppiato un incendio in casa Draghi a Città della Pieve, fortunatamente senza alcuna conseguenza. Il 10 luglio successivo è stato nominato da papa Francesco membro ordinario della Pontificia accademia delle scienze sociali.

### Presidente del Consiglio dei ministri

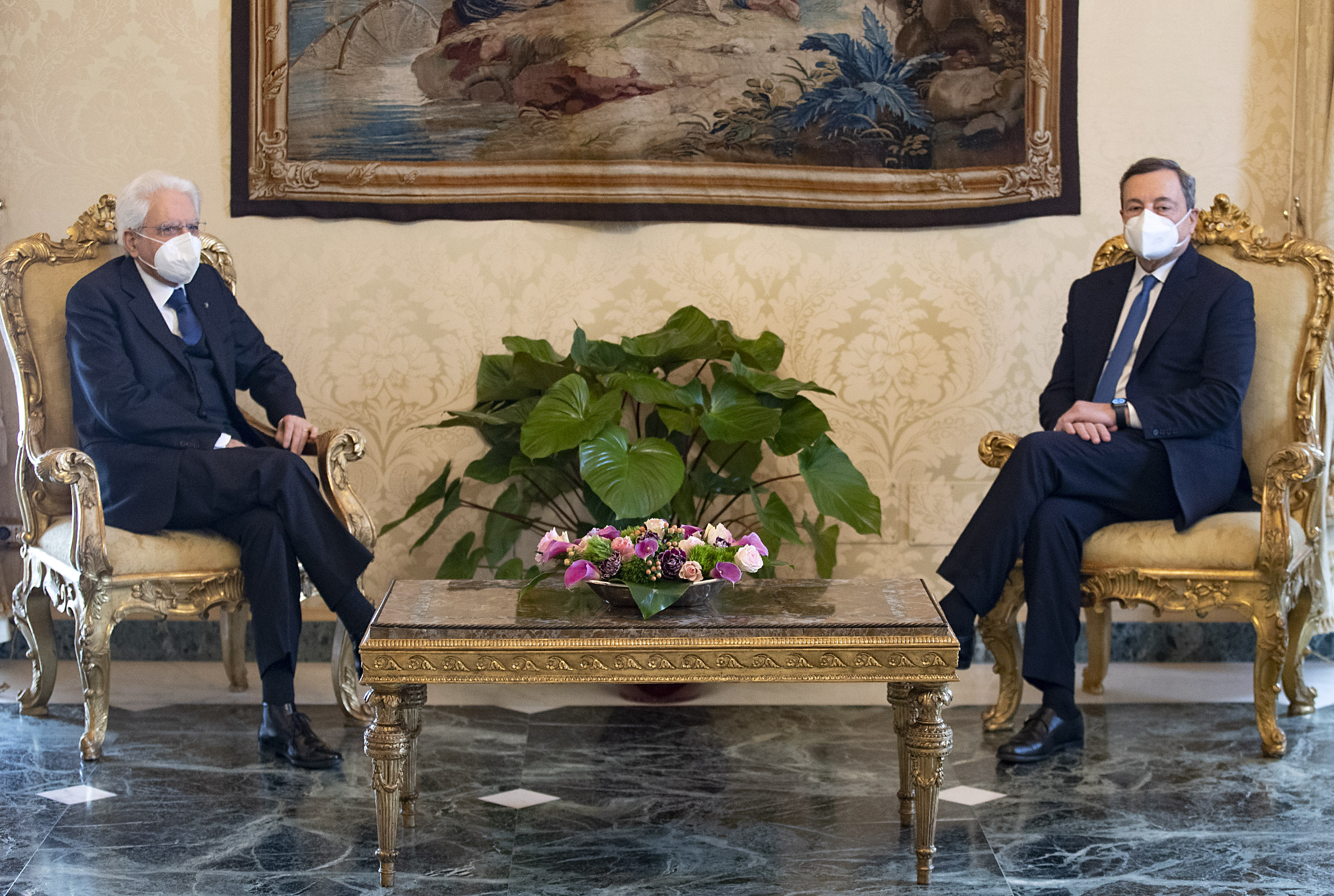
Mario Draghi a colloquio dal presidente della Repubblica Sergio Mattarella il 3 febbraio 2021

In seguito alla crisi del governo Conte II, innescata il 13 gennaio 2021 con le dimissioni dei ministri di Italia Viva, il 3 febbraio 2021 il Presidente della Repubblica Sergio Mattarella ha conferito a Draghi l'incarico di formare un nuovo governo, da lui accettato con riserva. Successivamente avviò le consultazioni con i leader di partito, assicurandosi rapidamente il sostegno del Partito Democratico, di Liberi e Uguali e di altri piccoli partiti liberali e centristi.
Il 12 febbraio alle ore 19:00 il presidente del Consiglio incaricato si reca al Quirinale e scioglie la riserva, comunicando al Presidente della Repubblica la lista dei ministri. Il 13 febbraio 2021 alle ore 12:00 Draghi e i suoi ministri hanno prestato giuramento al Quirinale, dando vita al governo Draghi, un esecutivo comprendente sia tecnici indipendenti che esponenti di tutti i suddetti politici (inclusi nove ministri del precedente governo uscente), e sostenuto da una maggioranza allargata a quasi tutti i partiti presenti in Parlamento.

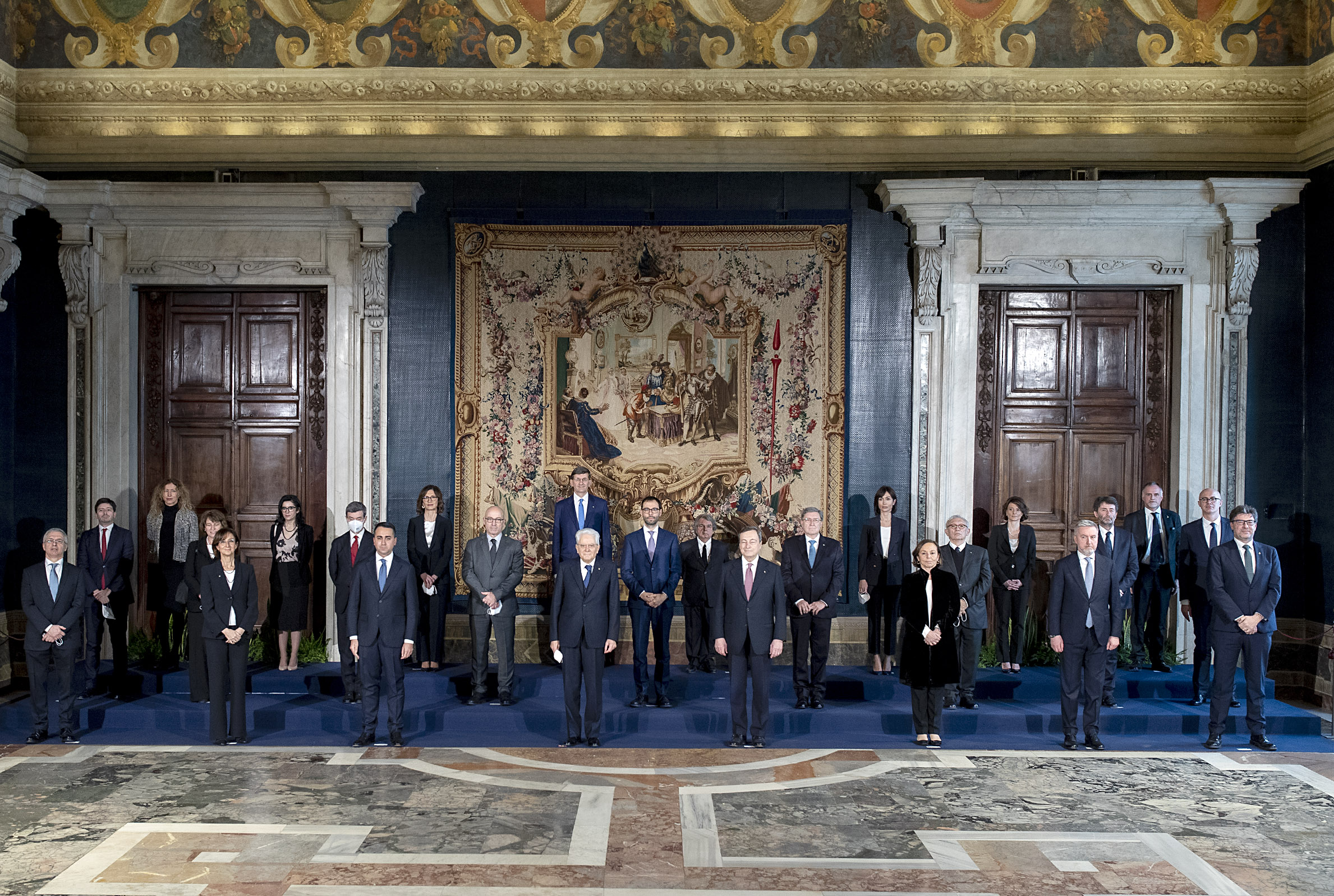
Il giuramento del Governo Draghi al Palazzo del Quirinale il 13 febbraio 2021

Il 17 febbraio Draghi ottiene la fiducia al Senato della Repubblica, con 262 voti favorevoli, 40 contrari e 2 astenuti. Il giorno successivo ottiene un ulteriore voto di fiducia alla Camera dei deputati con 535 voti favorevoli, 56 contrari e 5 astenuti; questo margine ha rappresentato una delle maggioranze più ampie mai registrate nella storia della Repubblica Italiana. Per il suo primo discorso da Presidente del Consiglio ai due rami del Parlamento italiano, Draghi tiene un discorso ritenuto secco, dove definisce il suo governo «semplicemente il governo del paese», dove critica il sovranismo affermando «Senza l’Italia non c’è l’Europa. Ma, fuori dall’Europa c’è meno Italia. Non c’è sovranità nella solitudine», elenca gli obbiettivi del suo esecutivo: salvaguardare le vite dei cittadini, campagna di vaccinazione, ripresa economica e transizione ecologica, lanciando un forte messaggio nei confronti di Matteo Salvini (leader della Lega a sostegno del suo governo) che «Sostenere questo governo significa condividere l'irreversibilità della scelta dell'euro», e concludendo in modo retorico con un appello all'unità, dicendo che non è un'opzione «Ma è un dovere guidato da ciò che son certo ci unisce tutti: l'amore per l'Italia».
Il 13 maggio è stato annunciato che Draghi avrebbe rinunciato al suo compenso annuo di 115.000 euro lordi per la carica di presidente del Consiglio.

#### Politica interna

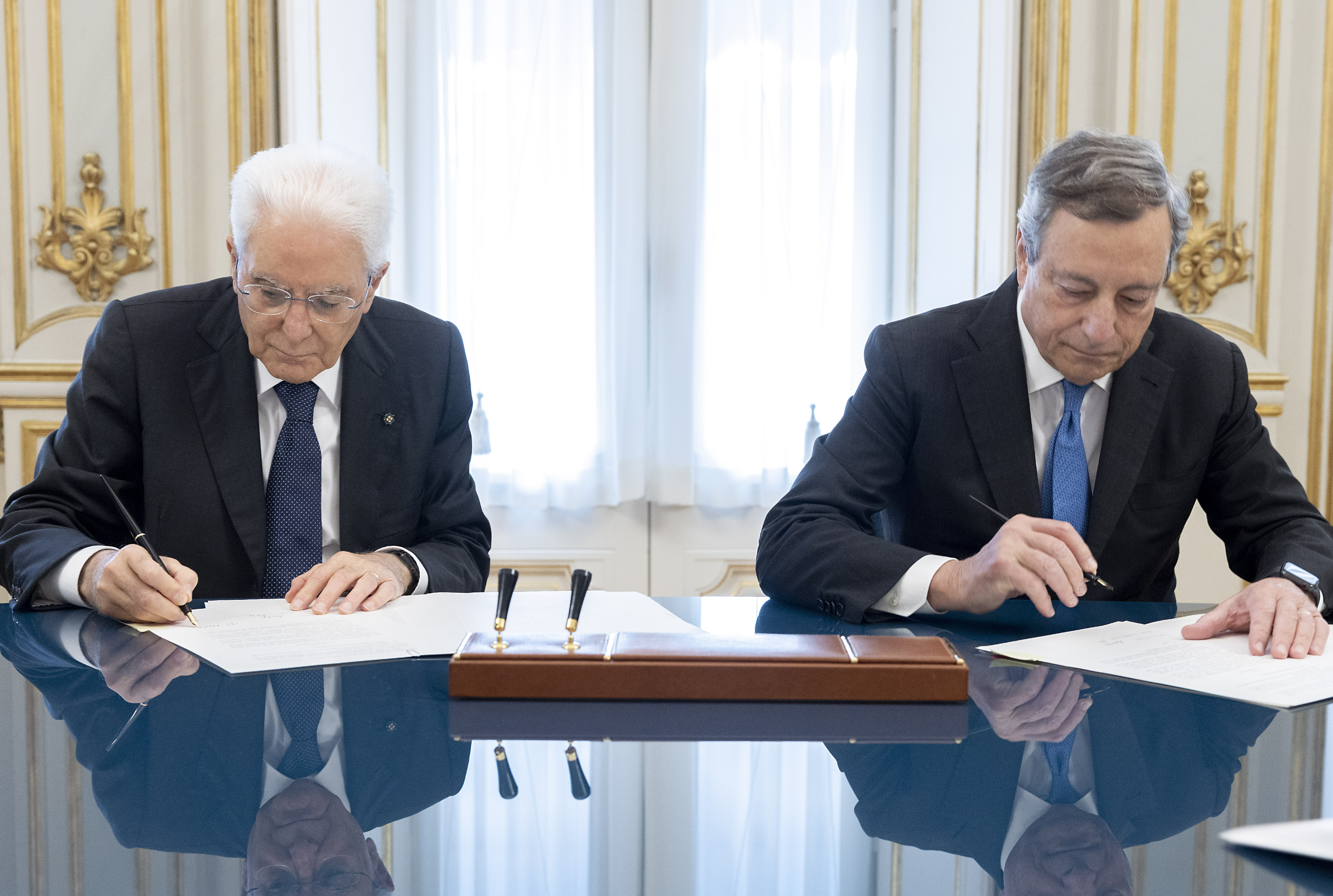
Draghi con il presidente della Repubblica Mattarella nel 2022.

Sul fronte interno della giustizia nel mese di agosto, ha autorizzato a desegretare il segreto di Stato su documenti fondamentali riguardanti l'organizzazione Gladio e la loggia P2, in riferimento agli attentati perpetrati durante gli anni di piombo e alla strage di Bologna. Il tutto si è collocato nell'intento di far luce sulle piste di indagine che portano a ricostruire il coinvolgimento del terrorismo nero.
Ad ottobre 2021 il suo governo approva la legge finanziaria 2022 da 23 miliardi di euro. La legge ha modificato la riforma delle pensioni nota come "Quota 100", che consentiva il pensionamento a 62 anni con 38 anni di contributi, introducendo la denominata "Quota 102", che si avvicina alla riforma Fornero con l’età per andare in pensione che sale a 64 anni. Oltre a contenere la riduzione della pressione fiscale di circa 12 miliardi, comprendendo un primo intervento di riduzione degli oneri fiscali, il taglio dal 22% al 10% dell'IVA su prodotti assorbenti per l'igiene femminile, il rinvio al 2023 della Tassa sulla plastica e della Tassa sulle bibite zuccherate, la proroga fino al 2023 del "Superbonus 110%", l'acquisto di vaccini e medicinali contro il coronavirus per circa 1,8 miliardi di euro, il finanziamento di 2 miliardi di euro aggiuntivi per il servizio sanitario nazionale ogni anno fino al 2024. Tuttavia, la legge è stata pesantemente contestata dai sindacati, riguardo la "Quota 102".
Il 30 dicembre 2021 Draghi ha curato l'approvazione di un'ulteriore proposta di bilancio, tra cui una revisione del sistema fiscale italiano, l'introduzione di una nuova serie di crediti d'imposta e tagli alle imprese ad ampio raggio, sussidi alle imprese che assumono giovani e neomamme, mutui agevolati per chi acquista la prima proprietà e un fondo accantonato per mitigare l'aumento dei prezzi dell'energia. La rivista The Economist ha nominato l'Italia come il suo 'Paese dell'anno', assegnato ogni anno al Paese che si ritiene abbia ottenuto i maggiori miglioramenti nell'arco di un anno. La rivista ha individuato la leadership di Draghi come centrale nella decisione.
Durante l'elezione del Presidente della Repubblica del 2022, Draghi è stato ampiamente considerato un probabile successore del presidente in carica Sergio Mattarella. Tuttavia, il 29 gennaio 2022, Draghi ha pubblicamente sostenuto la rielezione di Mattarella a presidente, ponendo fine alle speculazioni dei media secondo cui lui stesso potrebbe succedere a Mattarella, e si è impegnato a supervisionare una revisione del diritto italiano della concorrenza e della politica degli appalti pubblici nei sei mesi successivi, con nell'ottica di aumentare le prestazioni dell'economia.
Il 18 febbraio 2022, nel mezzo della crisi energetica globale, il governo Draghi ha approvato un pacchetto di 8 miliardi di euro a sostegno dell'economia, pesantemente colpita dall'aumento dei costi energetici.

#### Politica estera

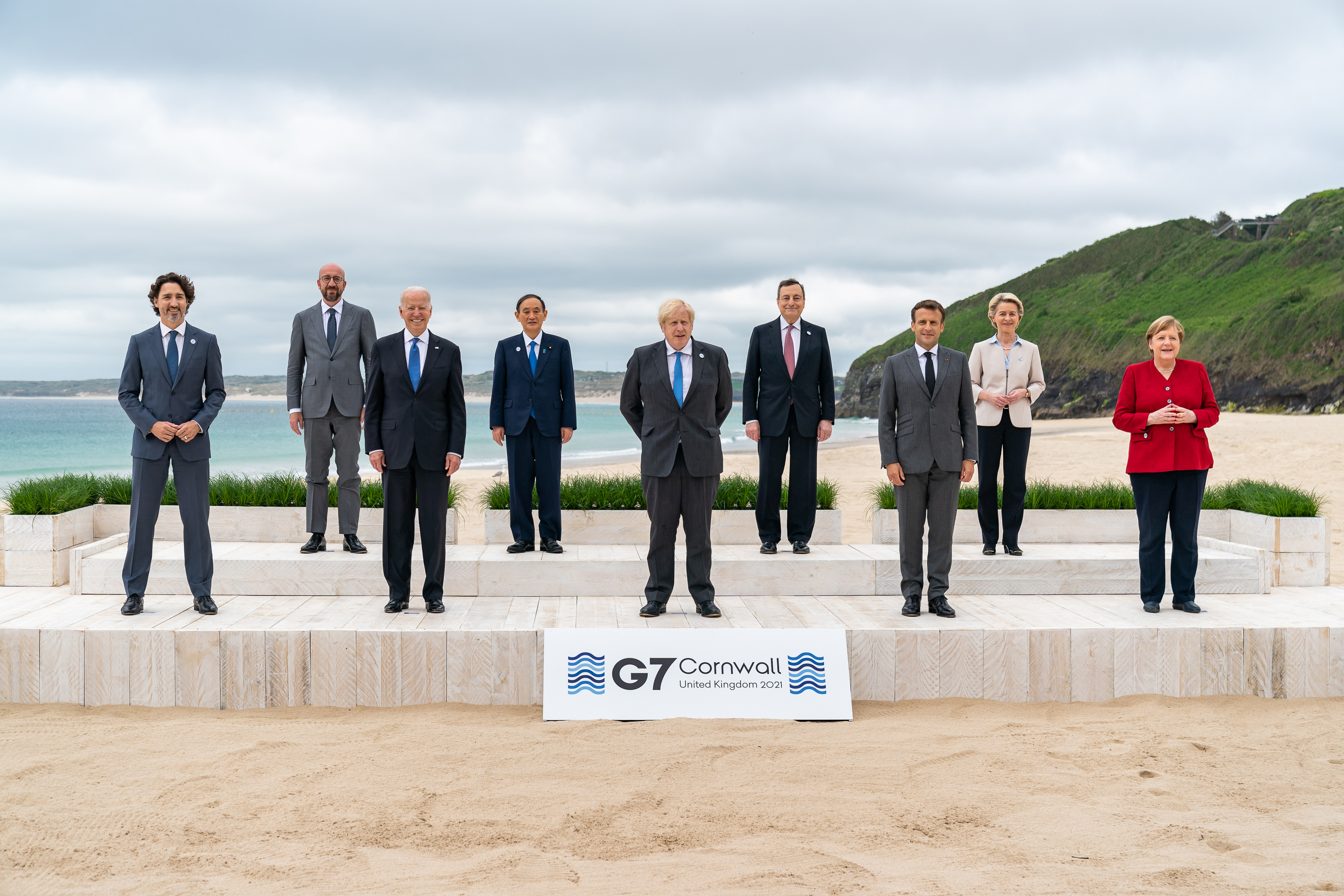
Mario Draghi al G7 del 2021 a Carbis Bay in Cornovaglia

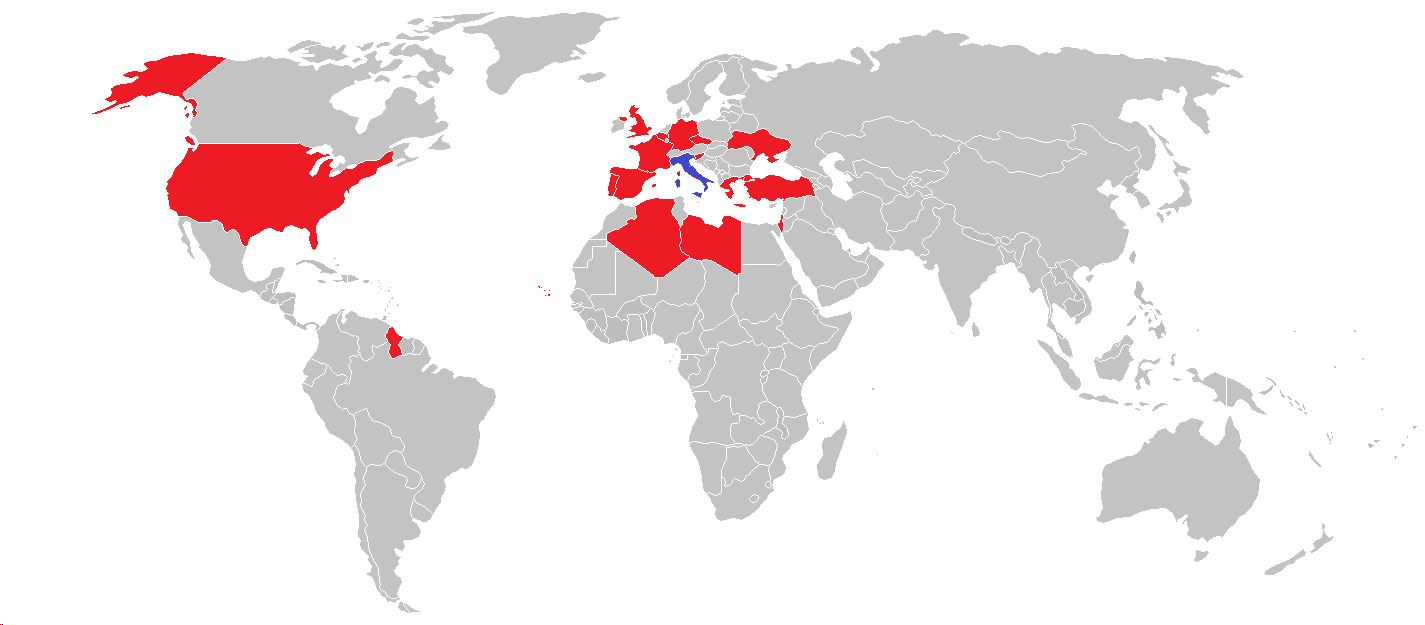
Viaggi all'estero del presidente del Consiglio Mario Draghi

Il 6 aprile 2021 ha svolto la sua prima visita ufficiale all'estero in Libia, incontrando a Tripoli il primo ministro libico Abdul Hamid Mohammed Dbeibeh. In questo incontro i due leader hanno parlato di cooperazione in campo energetico e infrastrutturale, nonché di immigrazione e di gestione dei flussi migratori nel mar Mediterraneo. Il viaggio è stato descritto come un tentativo di ridurre le influenze turche ed egiziane sulla Libia, a seguito della guerra civile. Alcuni giorni successivi alla prima visita ufficiale, infatti, durante una conferenza stampa, ha criticato duramente la politica del presidente turco Erdoğan, definendolo un dittatore, criticandolo duramente per il suo comportamento scortese verso la presidente della Commissione europea Ursula von der Leyen, e in riferimento alla censura sulla stampa e alle torture nei confronti dei cittadini di diverso orientamento politico.

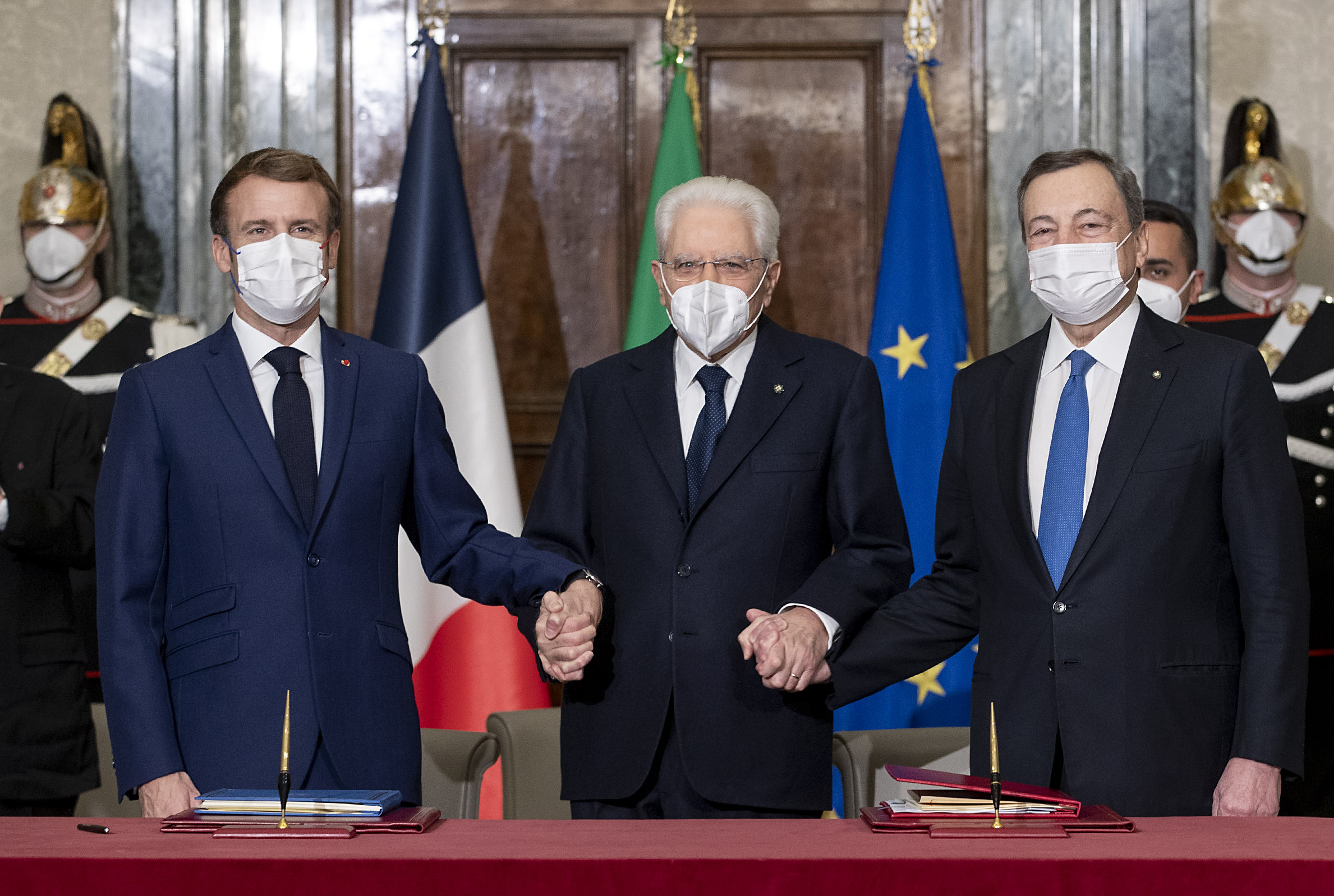
Draghi col presidente Mattarella e il capo dello Stato francese Emmanuel Macron durante la firma del Trattato del Quirinale nel 2021

A giugno partecipa al vertice G7 del 2021, che si è tenuto a Carbis Bay in Cornovaglia nel Regno Unito. Durante il vertice, Draghi prende parte, in particolare, ad incontri bilaterali con il Presidente degli Stati Uniti d'America Joe Biden, il primo ministro del Regno Unito Boris Johnson e con il primo ministro canadese Justin Trudeau. I temi affrontati sono stati quelli della crescita economica dopo la pandemia di COVID-19, il Cambiamento climatico e l'importanza della cooperazione strategico - militare con la NATO in merito ai nuovi scenari di difesa. Con l'inserimento di posizione leader dell'Italia nel contesto del Gruppo dei 20, il 26 luglio ha presenziato nella sede ufficiale della FAO alla conferenza sulla lotta alle disuguaglianze per fornire di cibo le popolazioni più povere del pianeta, in compagnia con il ministro degli affari esteri Luigi Di Maio.
Nell'agosto 2021, in seguito al ritiro delle truppe NATO dall'Afghanistan nel corso dell'offensiva talebana, il governo italiano ha preso parte all'evacuazione da Kabul. Nell'ambito dell'operazione Aquila Omnia, quasi 5.000 afgani furono evacuati dalle forze armate italiane e portati in Italia.

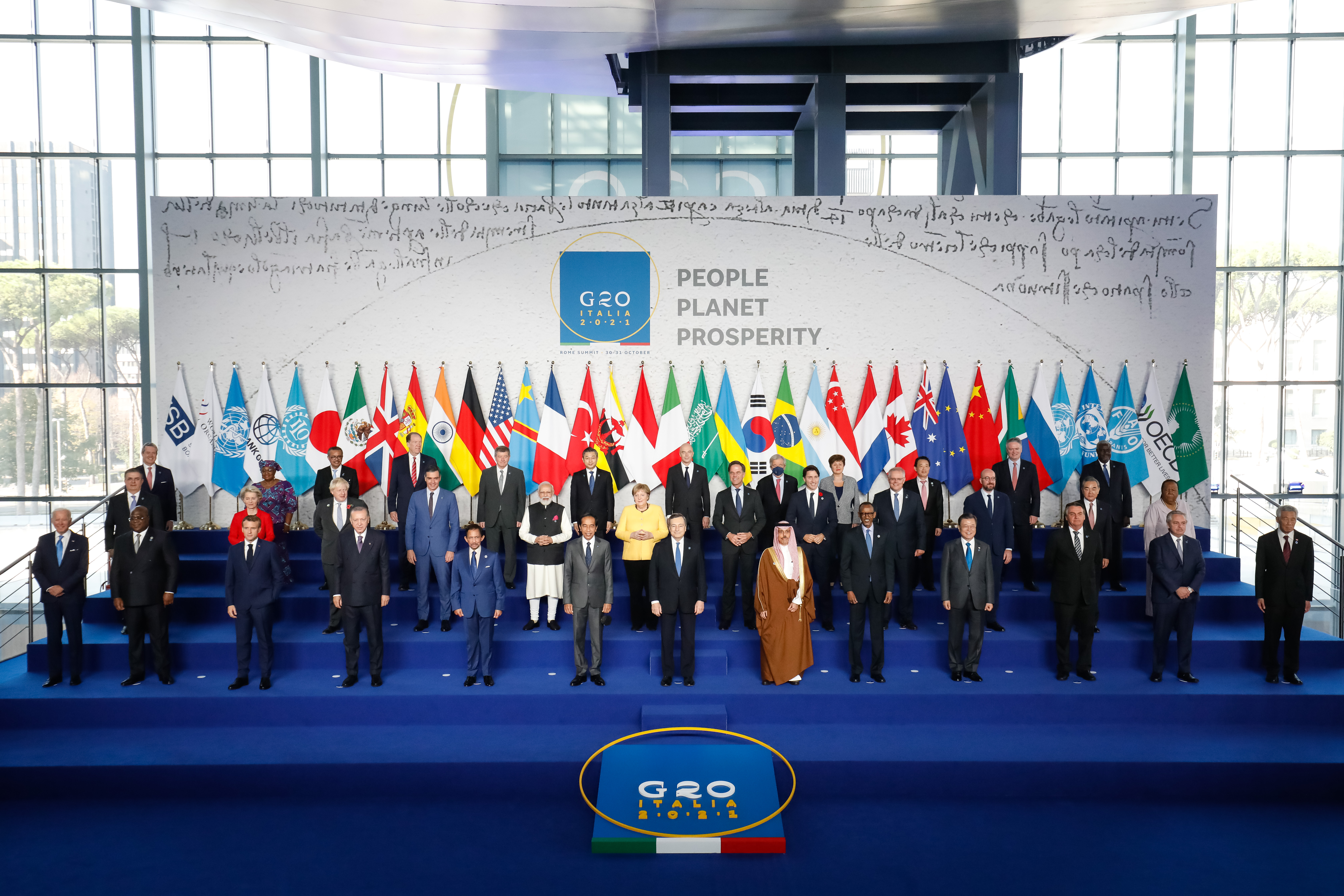
Foto di gruppo dei partecipanti del G20 di Roma

Il 30 e 31 ottobre 2021 Roma ha ospitato l'annuale vertice del G20. Draghi e gli altri leader hanno discusso principalmente del cambiamento climatico, della pandemia di COVID-19 e della ripresa globale post-pandemia in termini sanitari, economici e politici. Gli unici leader che non hanno partecipato al G20 sono stati il leader cinese Xi Jinping e il presidente russo Vladimir Putin.
Il 26 novembre 2021 Draghi ha firmato il Trattato del Quirinale, col presidente della Repubblica francese Emmanuel Macron, al Palazzo del Quirinale a Roma. Il trattato ha lo scopo di promuovere la convergenza e il coordinamento delle posizioni francesi e italiane in materia di politica europea ed estera, sicurezza e difesa, politica migratoria, economia, istruzione, ricerca, cultura e cooperazione transfrontaliera.
Il 24 febbraio 2022, la Russia ha invaso l'Ucraina; Draghi ha condannato duramente l'attacco russo, chiedendo un cessate il fuoco immediato e promettendo "tutto il necessario per ripristinare la sovranità ucraina". Ha aggiunto che era "impossibile avere un dialogo significativo con Mosca", chiedendo alla Russia di riportare incondizionatamente le sue forze ai confini stabiliti a livello internazionale. Nonostante la riluttanza iniziale, il 26 febbraio, durante una telefonata con il presidente ucraino Volodymyr Zelens'kyj, Draghi ha accettato di sostenere l'esclusione della Russia dalla rete SWIFT, il sistema di transazioni finanziarie internazionali. Il 22 marzo Draghi ha pubblicamente sostenuto la richiesta dell'Ucraina di aderire all'Unione europea.
Il 10 maggio 2022 c'è stato un incontro tra il premier e il presidente degli Stati Uniti d'America Biden, dove hanno parlato della guerra in Ucraina e della cooperazione dei paesi occidentali per mantenere la pace..
Il 16 giugno 2022 Draghi, insieme al presidente francese Macron, al cancelliere tedesco Olaf Scholz e il presidente rumeno Klaus Iohannis, è andato in Ucraina per incontrare il presidente ucraino Zelens'kyj, con l'obiettivo di trovare una soluzione per il conflitto nel paese dell'Europa orientale e confrontarsi con le autorità ucraine. Inoltre hanno visitato la città di Irpin', travolta dal conflitto russo-ucraino del 2022.
Il 18 luglio 2022 Draghi insieme ad altri 6 ministri ha incontrato il presidente algerino Abdelmadjid Tebboune durante il IV vertice intergovernativo che si è tenuto in Algeria. I due governi hanno siglato accordi in merito all'importazione di gas naturale da parte dell'Italia. Ciò rende l'Algeria il primo fornitore di gas naturale per l'Italia. Oltre a questo sono stati firmati vari memorandum d'intesa relativi alla lotta alla corruzione, sviluppo nel settore degli investimenti e alla cooperazione nel settore industriale e turistico. Inoltre è stato siglato un accordo di cooperazione nel settore farmaceutico.

#### Pandemia di COVID-19
Rivolgendosi alla nazione poco dopo essere diventato Presidente del Consiglio, Draghi ha dichiarato che sarebbe stata la priorità del suo governo pianificare una via d'uscita dalla pandemia di COVID-19 e si è impegnato a riorganizzare le unità di risposta alla pandemia del Paese; il 27 febbraio Draghi sostituisce il capo della protezione civile Angelo Borrelli con Fabrizio Curcio, mentre il 1° marzo ha sostituito il commissario straordinario per l'emergenza COVID-19 Domenico Arcuri con il generale Francesco Paolo Figliuolo, che ha ricevuto l'ulteriore mandato di riorganizzazione e attuazione della campagna vaccinale. Borrelli e Arcuri erano stati entrambi considerati vicini all'ex presidente del Consiglio Giuseppe Conte.

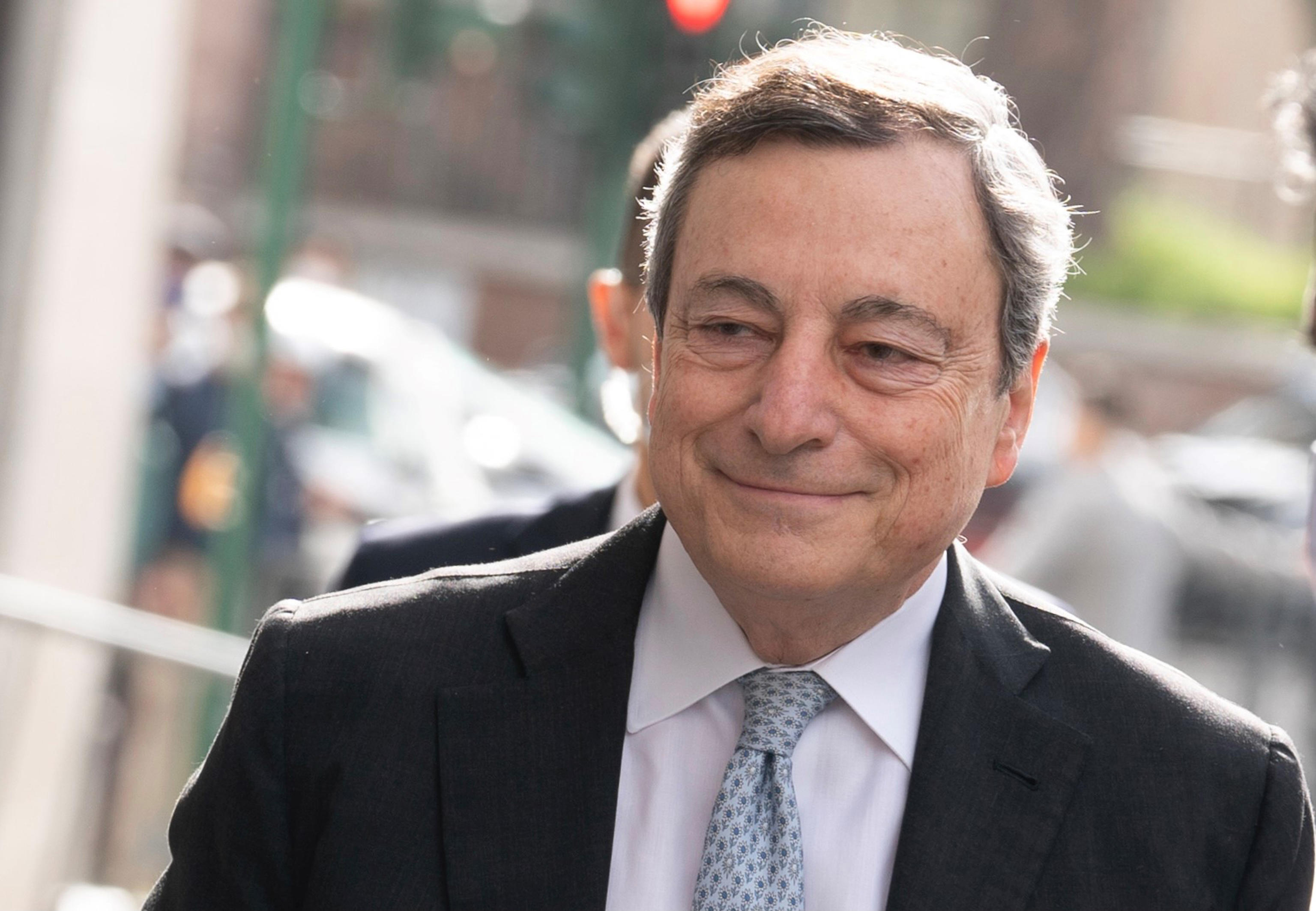
Mario Draghi a maggio 2021

A seguito di discussioni con la presidente della Commissione europea Ursula von der Leyen, Draghi ha annunciato di aver accettato di garantire che i vaccini prodotti in Italia avessero la priorità per la distribuzione alla popolazione dell'Unione Europea. Il giorno successivo Draghi ha autorizzato il blocco di un spedizione di 250.000 vaccini Oxford-AstraZeneca originariamente destinati a viaggiare in Australia. Ciò ha portato a aspre critiche da parte del primo ministro australiano Scott Morrison e di quello britannico Boris Johnson. Al contrario, la decisione di Draghi è stata elogiata da altri leader europei, come il Presidente francese Emmanuel Macron. A metà marzo, il governo italiano ha annunciato che avrebbe sospeso l'introduzione del vaccino Oxford-AstraZeneca, dopo la notizia che alcuni italiani trattati con esso avevano sviluppato coaguli di sangue, sebbene non siano stati segnalati casi di morte direttamente dovuti al vaccino.
Il 16 marzo 2021 Draghi ha avuto una telefonata con il presidente francese Emmanuel Macron in merito alla sospensione del vaccino AstraZeneca e delle eventuali decisioni dell'Agenzia europea per i medicinali che ha preso poi una decisione definitiva il 18 marzo.
Il 15 marzo 2021 Draghi ha posto la maggior parte dell'Italia in condizioni cosiddette di "blocco totale", con la chiusura di attività non essenziali e la limitazione dei viaggi, in risposta a un aumento della trasmissione del COVID-19, sebbene a differenza del blocco del 2020, le fabbriche e alcuni altri luoghi di lavoro potevano rimanere aperti. Annunciando il blocco, Draghi ha promesso che l'Italia avrebbe visto il suo programma di vaccinazione triplicato ad aprile, raggiungendo a quel punto 500.000 persone al giorno. In questo periodo, il tasso di approvazione di Draghi come premier raggiunse un nuovo massimo del 63% nei sondaggi di opinione.
Il 16 aprile, durante una conferenza stampa con il ministro della Salute Roberto Speranza, Draghi ha annunciato che dal 26 aprile saranno allentate le restrizioni, consentendo la riapertura di bar e ristoranti, affermando che "è possibile guardare al futuro con prudente ottimismo e fiducia".
A giugno 2021, la più contagiosa variante SARS-CoV-2 Delta è diventata predominante in Italia. Per contenere la diffusione del virus, nell'agosto 2021 il governo ha esteso l'obbligo del "Green Pass", alla partecipazione a eventi sportivi e festival musicali, ma anche all'accesso a luoghi chiusi come bar, ristoranti e palestre, nonché ai mezzi pubblici a lunga percorrenza. Il 15 ottobre, l'Italia è diventato il primo Paese al mondo a stabilire un certificato di vaccinazione COVID-19 o un test negativo, per l'intera forza lavoro, pubblica e privata. Il 24 novembre Draghi ha annunciato l'introduzione del certificato di vaccinazione COVID-19 per tutte le attività ricreative come cinema, bar, ristoranti e giochi sportivi, eliminando così la possibilità di frequentare una di queste attività solo con un test negativo.

#### Crisi di governo e dimissioni
Il 14 luglio 2022 il Movimento 5 Stelle al Senato non vota la fiducia richiesta dal governo sul D.l. Aiuti. I parlamentari M5S si oppongono in particolar modo alla norma contenuta nel d.l. che garantisce al sindaco di Roma poteri straordinari per la costruzione di un termovalorizzatore, reputato dai pentastellati dannoso per l'ambiente. Draghi, che aveva già sostenuto di essere indisponibile a guidare un esecutivo non sostenuto dal Movimento 5 Stelle, presenta le proprie dimissioni al Presidente della Repubblica Sergio Mattarella. Quest'ultimo le respinge e invita a presentarsi in parlamento per effettuare una valutazione della situazione creatasi.
Il 20 luglio, a seguito di un discorso tenuto al Senato da Draghi, l'esecutivo da lui presieduto ottiene la fiducia con 95 voti favorevoli e 38 contrari. Tuttavia la mancata partecipazione al voto di Movimento 5 Stelle, Forza Italia e Lega impedisce l'ottenimento della maggioranza assoluta (pari a 161 voti). Il 21 luglio Draghi reitera le sue dimissioni al Capo dello Stato, che le accetta, prendendo atto che il governo non gode più di una maggioranza parlamentare, e decreta lo scioglimento anticipato delle Camere.

### Attività successive

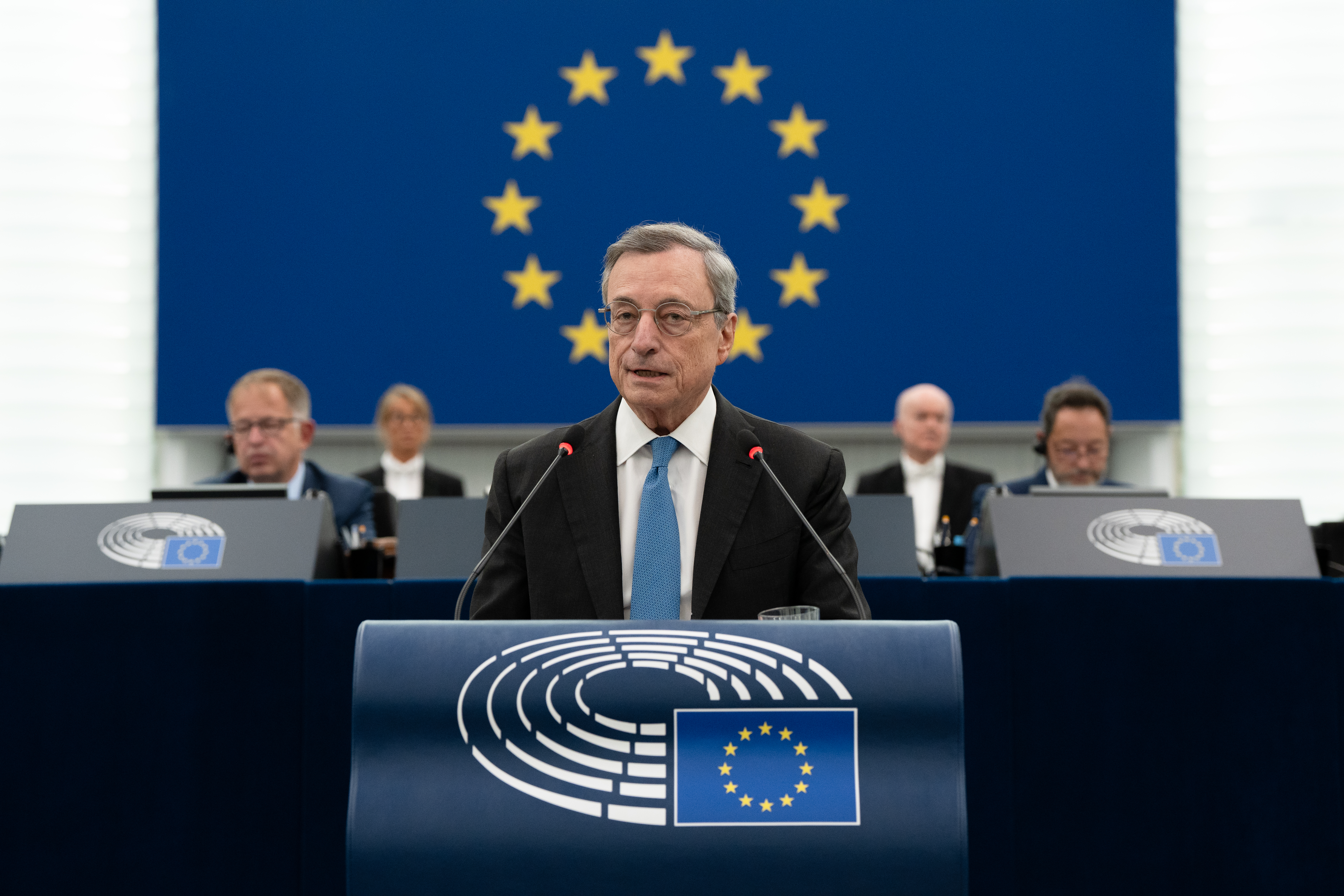
Draghi presenta il suo rapporto al Parlamento europeo (17 settembre 2024)

Dopo la fine del suo governo, Draghi ha continuato a svolgere attività a livello europeo; in particolare, nel settembre 2023 è stato incaricato dalla Presidente della Commissione europea Ursula von der Leyen di stendere un rapporto sul futuro della competitività europea, presentato nel settembre 2024: esso «contiene anche un’indicazione sulle risorse necessarie per rilanciare la competitività. La cifra stimata è pari a 800 miliardi annui, il 4% del PIL: una percentuale doppia del piano Marshall. Questo importo dovrebbe essere coperto da nuovi prestiti europei seguendo l’esempio del Next Generation EU».

## Vita privata

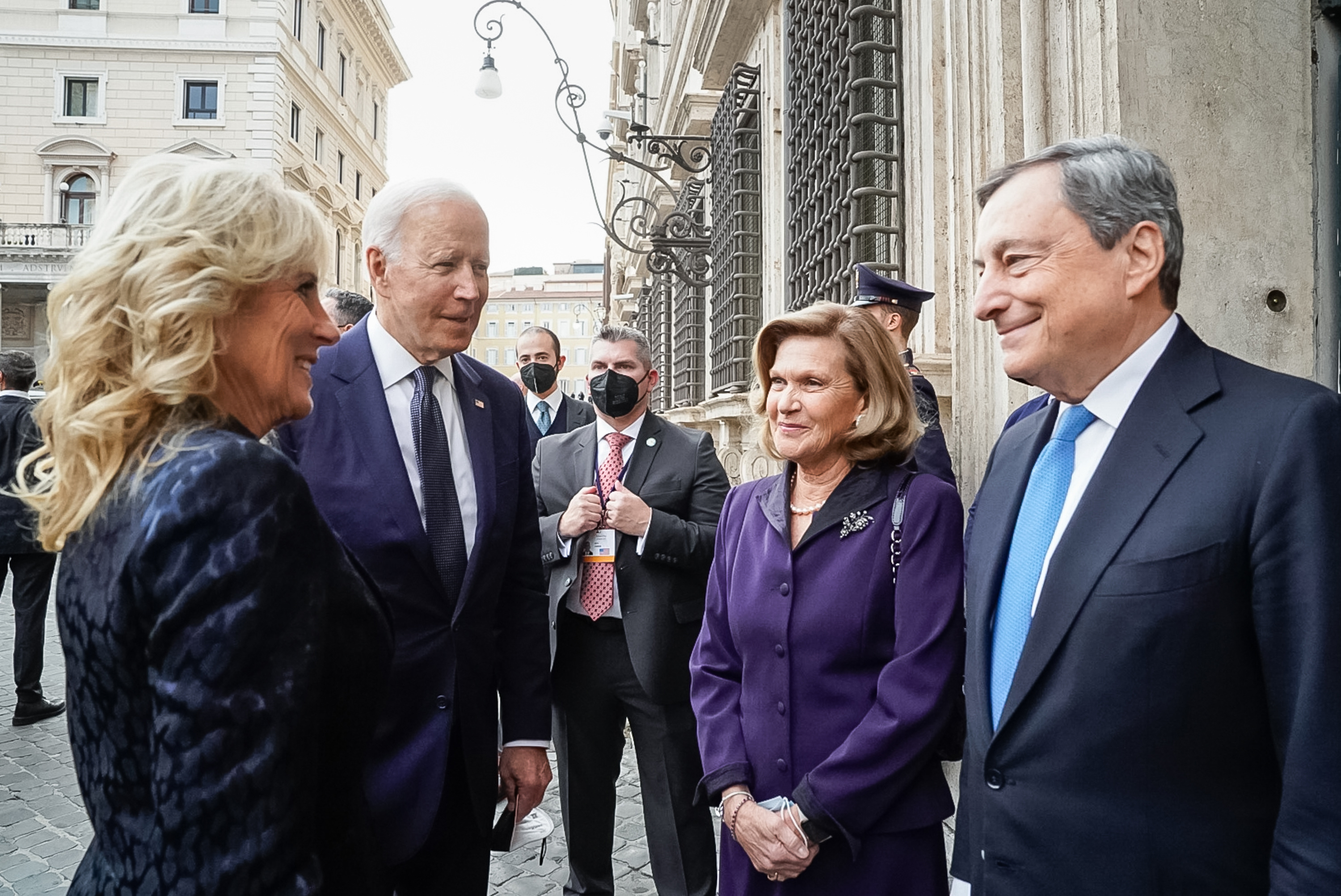
Draghi con sua moglie Maria Serena Cappello con il Presidente degli Stati Uniti d'America Joe Biden e la First Lady Jill Biden

Cattolico di educazione gesuita, devoto a sant'Ignazio di Loyola, Draghi è sposato dal 1973 con Maria Serenella Cappello, di nobili origini, esperta di letteratura inglese. Hanno due figli: Federica, dirigente di una multinazionale delle biotecnologie, e Giacomo, trader che ha lavorato fino al 2017 in Morgan Stanley e successivamente nel fondo speculativo LMR Partners. La coppia abita dal 2009 a Città della Pieve (Perugia) e ha un appartamento nel quartiere Parioli a Roma.
È un tifoso della Roma ed è un appassionato della pallacanestro.

## Posizioni e idee politiche
Draghi nel 2015 ha dichiarato che le proprie idee politiche rientrano nel socialismo liberale.
Durante il suo primo discorso da presidente del Consiglio ai due rami del Parlamento italiano, Draghi si sofferma, criticandolo, sul sovranismo: «Senza l'Italia non c'è l'Europa. Ma, fuori dall'Europa c'è meno Italia. Non c'è sovranità nella solitudine». Fermamente europeista, nella medesima occasione, ricalca l'irreversibilità dell'euro e si dichiara favorevole ad un progressivo processo di integrazione europea e di consolidamento delle relazioni atlantiche.

## Onorificenze

### Riconoscimenti
- 20 settembre 2022: World Statesman Award consegnato da Henry Kissinger in occasione della 57esima Annual Awards Dinner di New York organizzata dalla Appeal of Conscience Foundation.[148][149]

- 14 giugno 2024: Premio Europeo Carlo V conferito da re Felipe VI.